# Giro di Svizzera 1996
Il Giro di Svizzera 1996, sessantesima edizione della corsa, si svolse dall'11 al 20 giugno su un percorso di 1 647 km ripartiti in 9 tappe e un cronoprologo, con partenza a Wil e arrivo a Zurigo. Fu vinto dall'austriaco Peter Luttenberger della Carrera-Longoni Sport davanti agli italiani Gianni Faresin e Gianni Bugno.

## Tappe
| Tappa  | Data      | Percorso                                    | km   | Vincitore di tappa | Leader cl. generale |
| ------ | --------- | ------------------------------------------- | ---- | ------------------ | ------------------- |
| Prol.  | 11 giugno | Wil > Wil (cron. individuale)               | 5    | Evgenij Berzin     | Evgenij Berzin      |
| 1ª     | 12 giugno | Wil > Baden                                 | 190  | Michele Bartoli    | Armin Meier         |
| 2ª     | 13 giugno | Baden > Bienne                              | 219  | Ján Svorada        | Armin Meier         |
| 3ª     | 14 giugno | Bienne > Bussigny                           | 199  | Cristian Gasperoni | Armin Meier         |
| 4ª     | 15 giugno | Crissier > Ulrichen                         | 219  | Andrej Teterjuk    | Gianni Faresin      |
| 5ª     | 16 giugno | Oberwald > Ascona                           | 169  | Gianni Bugno       | Gianni Faresin      |
| 6ª     | 17 giugno | Ascona > Grindelwald                        | 198  | Peter Luttenberger | Peter Luttenberger  |
| 7ª     | 18 giugno | Grindelwald > Frauenfeld                    | 232  | Udo Bölts          | Peter Luttenberger  |
| 8ª     | 19 giugno | Frauenfeld > Frauenfeld (cron. individuale) | 35   | Evgenij Berzin     | Peter Luttenberger  |
| 9ª     | 20 giugno | Zurigo > Zurigo                             | 181  | Mauro Bettin       | Peter Luttenberger  |
| Totale | Totale    | Totale                                      | 1647 |                    |                     |

## Dettagli delle tappe

### Prologo
- 11 giugno: Wil > Wil (cron. individuale) – 5 km

| Pos. | Corridore      | Squadra    | Tempo |
| ---- | -------------- | ---------- | ----- |
| 1    | Evgenij Berzin | Gewiss     | 7'00" |
| 2    | Bjarne Riis    | Telekom    | a 1"  |
| 3    | Roland Meier   | PMU Romand | a 8"  |

| Pos. | Corridore      | Squadra    | Tempo |
| ---- | -------------- | ---------- | ----- |
| 1    | Evgenij Berzin | Gewiss     | 7'00" |
| 2    | Bjarne Riis    | Telekom    | a 1"  |
| 3    | Roland Meier   | PMU Romand | a 8"  |

### 1ª tappa
- 12 giugno: Wil > Baden – 190 km

| Pos. | Corridore       | Squadra    | Tempo    |
| ---- | --------------- | ---------- | -------- |
| 1    | Michele Bartoli | MG Boys    | 4h45'11" |
| 2    | Armin Meier     | PMU Romand | s.t.     |
| 3    | Fabrizio Guidi  | Scrigno    | a 48"    |

| Pos. | Corridore       | Squadra    | Tempo    |
| ---- | --------------- | ---------- | -------- |
| 1    | Armin Meier     | PMU Romand | 4h52'19" |
| 2    | Michele Bartoli | MG Boys    | a 2"     |
| 3    | Fabrizio Guidi  | Scrigno    | a 48"    |

### 2ª tappa
- 13 giugno: Baden > Bienne – 219 km

| Pos. | Corridore     | Squadra | Tempo    |
| ---- | ------------- | ------- | -------- |
| 1    | Ján Svorada   | Panaria | 4h57'41" |
| 2    | Fabio Baldato | MG Boys | s.t.     |
| 3    | Erik Zabel    | Telekom | s.t.     |

| Pos. | Corridore       | Squadra    | Tempo    |
| ---- | --------------- | ---------- | -------- |
| 1    | Armin Meier     | PMU Romand | 9h50'00" |
| 2    | Michele Bartoli | MG Boys    | a 2"     |
| 3    | Fabrizio Guidi  | Scrigno    | a 48"    |

### 3ª tappa
- 14 giugno: Bienne > Bussigny – 199 km

| Pos. | Corridore          | Squadra | Tempo    |
| ---- | ------------------ | ------- | -------- |
| 1    | Cristian Gasperoni | Scrigno | 4h30'55" |
| 2    | Fabrizio Guidi     | Scrigno | a 39"    |
| 3    | Erik Zabel         | Telekom | s.t.     |

| Pos. | Corridore      | Squadra    | Tempo     |
| ---- | -------------- | ---------- | --------- |
| 1    | Armin Meier    | PMU Romand | 14h21'34" |
| 2    | Fabrizio Guidi | Scrigno    | a 42"     |
| 3    | Gianni Faresin | Panaria    | a 49"     |

### 4ª tappa
- 15 giugno: Crissier > Ulrichen – 219 km

| Pos. | Corridore        | Squadra | Tempo    |
| ---- | ---------------- | ------- | -------- |
| 1    | Andrej Teterjuk  | Aki     | 5h52'10" |
| 2    | Marco Serpellini | Panaria | a 3'06"  |
| 3    | Gianni Bugno     | MG Boys | a 7'49"  |

| Pos. | Corridore          | Squadra | Tempo     |
| ---- | ------------------ | ------- | --------- |
| 1    | Gianni Faresin     | Panaria | 20h22'23" |
| 2    | Gianni Bugno       | MG Boys | a 32"     |
| 3    | Peter Luttenberger | Carrera | s.t.      |

### 5ª tappa
- 16 giugno: Oberwald > Ascona – 169 km

| Pos. | Corridore      | Squadra      | Tempo    |
| ---- | -------------- | ------------ | -------- |
| 1    | Gianni Bugno   | MG Boys      | 4h27'52" |
| 2    | Marco Vergnani | Amore & Vita | s.t.     |
| 3    | Armin Meier    | PMU Romand   | s.t.     |

| Pos. | Corridore          | Squadra | Tempo     |
| ---- | ------------------ | ------- | --------- |
| 1    | Gianni Faresin     | Panaria | 24h50'15" |
| 2    | Gianni Bugno       | MG Boys | a 32"     |
| 3    | Peter Luttenberger | Carrera | s.t.      |

### 6ª tappa
- 17 giugno: Ascona > Grindelwald – 198 km

| Pos. | Corridore          | Squadra | Tempo    |
| ---- | ------------------ | ------- | -------- |
| 1    | Peter Luttenberger | Carrera | 6h07'29" |
| 2    | Andrej Teterjuk    | Aki     | a 1'34"  |
| 3    | Gianni Bugno       | MG Boys | a 1'58"  |

| Pos. | Corridore          | Squadra | Tempo     |
| ---- | ------------------ | ------- | --------- |
| 1    | Peter Luttenberger | Carrera | 30h58'06" |
| 2    | Gianni Faresin     | Panaria | a 1'36"   |
| 3    | Gianni Bugno       | MG Boys | a 2'04"   |

### 7ª tappa
- 18 giugno: Grindelwald > Frauenfeld – 232 km

| Pos. | Corridore        | Squadra  | Tempo    |
| ---- | ---------------- | -------- | -------- |
| 1    | Udo Bölts        | Telekom  | 5h11'03" |
| 2    | Jan Ullrich      | Telekom  | a 1"     |
| 3    | Vjačeslav Ekimov | Rabobank | s.t.     |

| Pos. | Corridore          | Squadra | Tempo     |
| ---- | ------------------ | ------- | --------- |
| 1    | Peter Luttenberger | Carrera | 36h11'40" |
| 2    | Gianni Faresin     | Panaria | a 1'36"   |
| 3    | Gianni Bugno       | MG Boys | a 2'02"   |

### 8ª tappa
- 19 giugno: Frauenfeld > Frauenfeld (cron. individuale) – 35 km

| Pos. | Corridore       | Squadra  | Tempo   |
| ---- | --------------- | -------- | ------- |
| 1    | Evgenij Berzin  | Gewiss   | 40'24"  |
| 2    | Gianni Faresin  | Panaria  | a 1'11" |
| 3    | Lance Armstrong | Motorola | a 1'24" |

| Pos. | Corridore          | Squadra | Tempo     |
| ---- | ------------------ | ------- | --------- |
| 1    | Peter Luttenberger | Carrera | 36h54'37" |
| 2    | Gianni Faresin     | Panaria | a 15"     |
| 3    | Gianni Bugno       | MG Boys | a 1'15"   |

### 9ª tappa
- 20 giugno: Zurigo > Zurigo – 181 km

| Pos. | Corridore      | Squadra | Tempo    |
| ---- | -------------- | ------- | -------- |
| 1    | Mauro Bettin   | Refin   | 4h35'42" |
| 2    | Eddy Mazzoleni | Saeco   | s.t.     |
| 3    | Simone Biasci  | Saeco   | s.t.     |

| Pos. | Corridore          | Squadra | Tempo     |
| ---- | ------------------ | ------- | --------- |
| 1    | Peter Luttenberger | Carrera | 41h36'30" |
| 2    | Gianni Faresin     | Panaria | a 15"     |
| 3    | Gianni Bugno       | MG Boys | a 1'15"   |

## Classifiche finali

### Classifica generale
| Pos. | Corridore          | Squadra      | Tempo     |
| ---- | ------------------ | ------------ | --------- |
| 1    | Peter Luttenberger | Carrera      | 41h36'30" |
| 2    | Gianni Faresin     | Panaria      | a 15"     |
| 3    | Gianni Bugno       | MG Boys      | a 1'15"   |
| 4    | Evgenij Berzin     | Gewiss       | a 1'16"   |
| 5    | Riccardo Forconi   | Amore & Vita | a 2'01"   |
| 6    | Alberto Elli       | MG Boys      | a 3'08"   |
| 7    | Udo Bölts          | Telekom      | a 4'10"   |
| 8    | Marco Vergnani     | Amore & Vita | a 8'05"   |
| 9    | Armin Meier        | PMU Romand   | a 9'52"   |
| 10   | Stefano Checchin   | Carrera      | a 16'07"  |